# André de Ridder
Pour les articles homonymes, voir De Ridder.
André de Ridder (1868-1921) est un archéologue et historien de l'art français.

## Biographie
André de Ridder a été élève de l'École normale supérieure, de 1886 à 1889, nommé professeur au lycée de Laon avant d'être membre de l'École française d'Athènes de 1890 à 1893. Il est reçu docteur ès lettre en 1896 avec la présentation de ses deux thèses, la thèse principale De l'Idée de la mort en Grèce à l'époque classique, et la thèse latine De ectypis quibusdam aeneis quae falso vocantur "argivo-corinthiaca" .
Il a été professeur à la faculté des lettres d'Aix de 1893 à 1899, puis était venu à Paris pour réaliser et publier le catalogue des vases grecs de la Bibliothèque nationale. L'Académie des inscriptions et belles-lettres l'a chargé d'étudier les antiquités réunies par Louis de Clercq et provenant de Syrie, publiées en 5 volumes.
Il est nommé en 1908 conservateur adjoint du département des Antiquités grecques et romaines au Musée du Louvre. Il publie alors le catalogue des bronzes antiques puis un guide de la salle des bronzes.
Il a collaboré aux périodiques Revue critique et Revue des études grecques.
Après le fin de la Première Guerre mondiale et la réinstallation de la Salle des bijoux, il a commencé d'en entreprendre le catalogue.

## Publications
- Catalogue des bronzes trouvés sur l'Acropole d'Athènes, publié sous les auspices de l'Académie des Inscriptions et Belles-Lettres (Fondation Piot), Paris, Albert Fontemoing éditeur, coll. « Bibliothèque des Écoles françaises d'Athènes et de Rome no 74 », 1896, XXIII & 362 p. (lire en ligne)
- « Statuette de bronze (Musée central d'Athènes) », Monuments et mémoires de la Fondation Eugène Piot, t. 2, no 2,‎ 1895, p. 145-156 (lire en ligne)
- Tables de concordance des nos du musée central et du catalogue des bronzes du Polytechneion (1895)
- La Poignée de mains sur les bas-reliefs funéraires antiques (1897)
- « Miroirs grecs à reliefs », Monuments et mémoires de la Fondation Eugène Piot, t. 4, no 1,‎ 1897, p. 77-103 (lire en ligne)
- De l'Idée de la mort en Grèce à l'époque classique, Paris, Albert Fontemoing éditeur, 1897, VIII - 204 p.
- La Statue de Subiaco (1897)
- Le Fronton ouest du Parthénon (1898)
- Héraklès et Omphale (1900)
- « Amphore à figures rouges (Cabinet des Médailles) », Monuments et mémoires de la Fondation Eugène Piot, t. 7-, no 1,‎ 1900, p. 13-28 (lire en ligne)
- Plaques découpées archaïques (1901)
- Catalogue des vases peints de la Bibliothèque nationale, Paris, Ernest Thorin éditeur, 1902 (lire en ligne)
- « Bronzes syriens », Monuments et mémoires de la Fondation Eugène Piot, t. 12, no 1,‎ 1905, p. 55-78 (lire en ligne)
- Bulletin archéologique (1911)
- Les Bronzes antiques (1913)
- « Parure de Jérusalem au Musée du Louvre », Syria. Archéologie, Art et histoire, t. 1,‎ 1920, p. 99-107 (lire en ligne)
- Catalogue sommaire des bijoux antiques, Paris, Musées nationaux. Palais du Louvre, 1924 (lire en ligne)
- André de Ridder et W. Déonna, L'Art en Grèce, Paris, Renaissance du Livre, coll. « Bibliothèque de synthèse historique no 12 », 1924, p. XXVIII - 430 p.